# Feinstein AK Mag
Feinstein AK Maglà một băng đạn in 3D cho súng AK-47. Nó được tạo ra bởi Defense Distributed và công khai vào tháng 3 năm 2013. Tạp chí được tạo ra bằng cách sử dụng một máy in Dimension SST 3-D của Stratasys thông qua phương pháp mô hình lắng đọng nóng chảy (FDM).
Đây là một băng đạn 30-viên 7,62×39mm AK-47. Nó được đặt tên theo nữ nghị sĩ chống súng đạn Dianne Feinstein. Cody Wilson (người sáng lập Defense Defributed), cho biết tên của băng đạn là biểu tượng của những gì đang xảy ra trong nghị viện và phản ánh niềm tin của Defense Distributed rằng lệnh cấm vũ khí tấn công do Dianne Feinstein đề xuất sẽ thất bại. Nguyên mẫu ban đầu có thể chịu được 60 viên đạn trước khi nó bắt đầu vỡ.